# ギヤースッディーン・ムハンマド
ギヤースッディーン・ムハンマド（ペルシア語: غياث الدين محمد Ghiyāth al-Dīn Muhammad, 1139年 - 1202年）は、現在のアフガニスタン西部に興ったイスラム王朝、ゴール朝の君主（在位：1157年 - 1202年）。彼の治世にゴール朝はイラン東部のホラーサーン地方から北インドに至る広大な領域を支配する国家となった。

## 生涯
ギヤースッディーンは、ゴール朝をガズナ朝から最終的に自立させ、ガズナを攻略したアラーウッディーンの甥にあたる。1161年にアラーウッディーンが死んだ後、1163年にサイフッディーンを殺害して自らゴール朝の君主となった。
1173年にはアラーウッディーンがセルジューク朝の虜囚となってゴール朝が衰退した間に失われていたガズナを再征服し、同地の支配を弟のシハーブッディーン・ムハンマド（ムハンマド・ゴーリー）に委ねた。以後、シハーブッディーンは南下してラホールにいたガズナ朝の残存勢力を滅ぼし、さらに北インドへと侵攻してインドにおけるムスリム（イスラム教徒）安定政権の端緒を築いた。
一方、王朝発祥の地ゴール地方を根拠地としたギヤースッディーンはセルジューク朝のスルターン・サンジャルの没落後、混乱の続いていたイラン・中央アジアに進出し、1175年にはホラーサーン地方東部の大都市ヘラートを併合した。ギヤースッディーンはヘラートを新しい拠点と定めて積極的な勢力拡大に乗り出し、アッバース朝と手を結んでカラキタイ（西遼）やホラズム・シャー朝に対しても攻勢をかけた。1190年にはホラズム・シャーのアラーウッディーン・テキシュ率いる大軍を破ってテキシュを捕虜とし、1198年にはカラキタイの侵入を破って、現存するヘラートの金曜モスクを建造した1200年までにホラーサーン地方の大部分を支配下に置くことに成功した。

## 死後
ギヤースッディーンは1202年に病死し、息子ギヤースッディーン・マフムードにかわって弟のシハーブッディーンがホラーサーンに移ってゴール朝を継いだが、1206年に死亡する。その後はギヤースッディーン・マフムードが王位を継いだ（1206年 - 1210年）ものの、支配下の諸勢力の争いから後継者を巡る混乱が起こり、ギヤースッディーンが一代で打ち立てた帝国は急速に崩壊していった。